# Montes Altos
Montes Altos es un municipio brasilero del estado del Maranhão. 

## Geografía
Su población estimada en 2004 era de 10.813 habitantes.